# سفارة أنغولا في روسيا
سفارة أنغولا في روسيا هي أرفع تمثيل دبلوماسي لدولة أنغولا لدى روسيا. تقع السفارة في موسكو وهي تهدف لتعزيز المصالح الأنغولية في روسيا.

## وصلات خارجية
- قائمة سفارات أنغولا
- قائمة السفارات في روسيا